# Johann Stern
Johann Stern (* 27. Dezember 1896 in Grafenberg; † 5. Juli 1972 in Geiselhöring) war ein deutscher Politiker der WAV.
Stern war Wagnermeister von Beruf und wohnte in Geiselhöring. 1946 gehörte er der Verfassunggebenden Landesversammlung Bayerns an. Im selben Jahr wurde er Kreisrat im Landkreis Mallersdorf.